# Трапезникова, Людмила Викторовна
Людми́ла Ви́кторовна Трапе́зникова (6 февраля 1936, Ленинград, РСФСР — 22 сентября 2014, Санкт-Петербург, Россия) —
заслуженный работник культуры России (1995), академик Международной академии информатизации, заведующая кафедрой автоматизированных библиотечно-информационных технологий Санкт-Петербургского государственного университета культуры и искусств в 2004—2012 годах.

## Биография
Людмила Викторовна Трапезникова родилась 6 февраля 1936 года в Ленинграде.
В 1966 году окончила филологический факультет Ленинградского государственного университета имени А. А. Жданова, в 1966—1970 годах работала в Библиотеке Академии Наук СССР. В 1973 году окончила аспирантуру при Ленинградском государственном институте культуры имени Н. К. Крупской и была принята в штат института на кафедру технической литературы. До этого, с 1968 года, Людмила Викторовна преподавала в ЛГИК на условиях почасовой оплаты.
Кандидат педагогических наук (1973), доцент (1978).
В 1995 году Людмила Викторовна Трапезникова была назначена заведующей кафедрой библиотековедения (до этого, в 1983—1995 годах она была деканом библиотечного факультета, а в 1982—1983 годах — заместителем декана).
В 2004 году кафедра библиотековедения была слита с кафедрой социологии и психологии чтения, а из её состава была выведена кафедра автоматизированных библиотечно-информационных технологий, заведующей которой стала Л. В. Трапезникова.
Награждена медалями «Ветеран труда» и «В память 300-летия Санкт-Петербурга», знаком «Жителю блокадного Ленинграда», нагрудным знаком Министерства культуры СССР «За отличную работу».
Людмила Викторовна являлась заместителем председателя Учебно-методического объединения Министерства культуры Российской Федерации. Участвовала в разработке трёх концепций подготовки кадров в области культуры и государственных образовательных стандартов.
В 2012—2014 годах Л. В. Трапезникова — профессор кафедры документоведения и информационной аналитики СПбГУКИ.
Ушла из жизни 22 сентября 2014 года в Санкт-Петербурге. Прощание состоялось 25 сентября 2014 года в Центральном зале Крематория.